# Большая гонка аистов

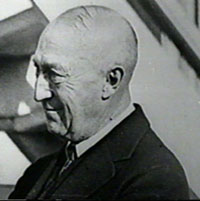
Чарльз Вэнс Миллар, чьё завещание спровоцировало «Большую гонку аистов»

«Большая гонка аистов» (англ. The Great Stork Derby) —  конкурс, проведённый в 1926—1936 годах в Торонто (Канада) на самое большое число новорождённых в одной семье по скандальному завещанию богатого адвоката Чарльза Вэнса Миллара (1853—1926).

## Завещание
В своём сенсационном завещании холостяк Миллар распорядился подарить загородный дом на Ямайке двум не выносящим друг друга приятелям, передать свои акции жокей-клуба «Кенилверт» и пивной компании «О’Киф» протестантским общинам, которые выступали всегда против пьянства и азартных игр, и священнослужители пришли в суд за акциями. В 9 пункте завещания более полумиллиона долларов должно было отойти той женщине в Торонто, которая за 10 лет после его смерти родит больше всего детей. Со дня оглашения завещания и освещения его в прессе началась беспрецедентная гонка, выпавшая на тяжёлые годы Великой депрессии. Сторонница контроля за рождаемостью Маргарет Зингер заявила годы спустя, что своим завещанием Миллар «низвёл женщину до животного, и оттого оно позорно».
Завещание Миллара оспорило правительство Онтарио. Генеральный прокурор Уильям Г. Прайс в марте 1932 года представил в парламенте Онтарио законопроект, согласно которому деньги Миллара должны были стать собственностью провинции. В течение пяти лет любой доход с этих денег должен был отчисляться Университету Торонто для выплаты денежных дотаций на обучение и стипендий. Законопроект вызвал бурную общественную и политическую реакцию в годы Великой депрессии.
Легитимную силу завещания установил Верховный суд Канады, который постановил не учитывать в конкурсе внебрачных детей. В конкурсе участвовали 11 семей, 7 из которых были дисквалифицированы. Сроком для подведения итогов «Большой гонки аистов» назначили 31 октября 1936 года в 16:30. Судья Уильям Эдвард Миддлтон определил 4-х финалистов (Энни Кэтрин Смит, Кэтлин Эллен Нэйгл, Люси Элис Тимлэк и Изабэль Мэри Маклин), каждая из которых получила по 100 000 долларов (около 2 млн долларов по курсу 2017 года) за своих 9 детей. Две другие, Лиллиан Кенни (родила 12 детей, но пятеро из них умерли в младенчестве, а их мать не смогла доказать, что они не были мертворождёнными) и Полин Мэй Кларк (родила 9 детей, но одного от второго мужа), получили по 12 500 долларов за отказ от участия в судебных тяжбах.

## Последствия конкурса
Победительницы разумно распорядились деньгами, вырастив детей и оплатив их образование. В народе шутили, что бездетный холостяк Чарльз Миллар «усыновил» таким образом 36 детей и озадачил правительство и религиозные круги, которые обдумывали политику контроля рождаемости. Журналисты Онтарио во время активного освещения конкурса начали писать запретные прежде статьи о контроле рождаемости, абортах, незаконнорождённых детях и разводах.

## В искусстве
По мотивам книги Bearing The Burden: The Great Toronto Stork Derby 1926–1938 автора Elizabeth Wilton в 2002 году был снят фильм The Stork Derby, рассказывающий о судьбах трёх участниц гонки: Лиллиан Кенни, Полин Мэй Кларк, Грэйс Баньято.
В 2016 году пивная компания Торонто (Muddy York Brewing Company) выпустила пиво стаут в честь «Большой гонки аистов».